# Zbludzkie Wierchy

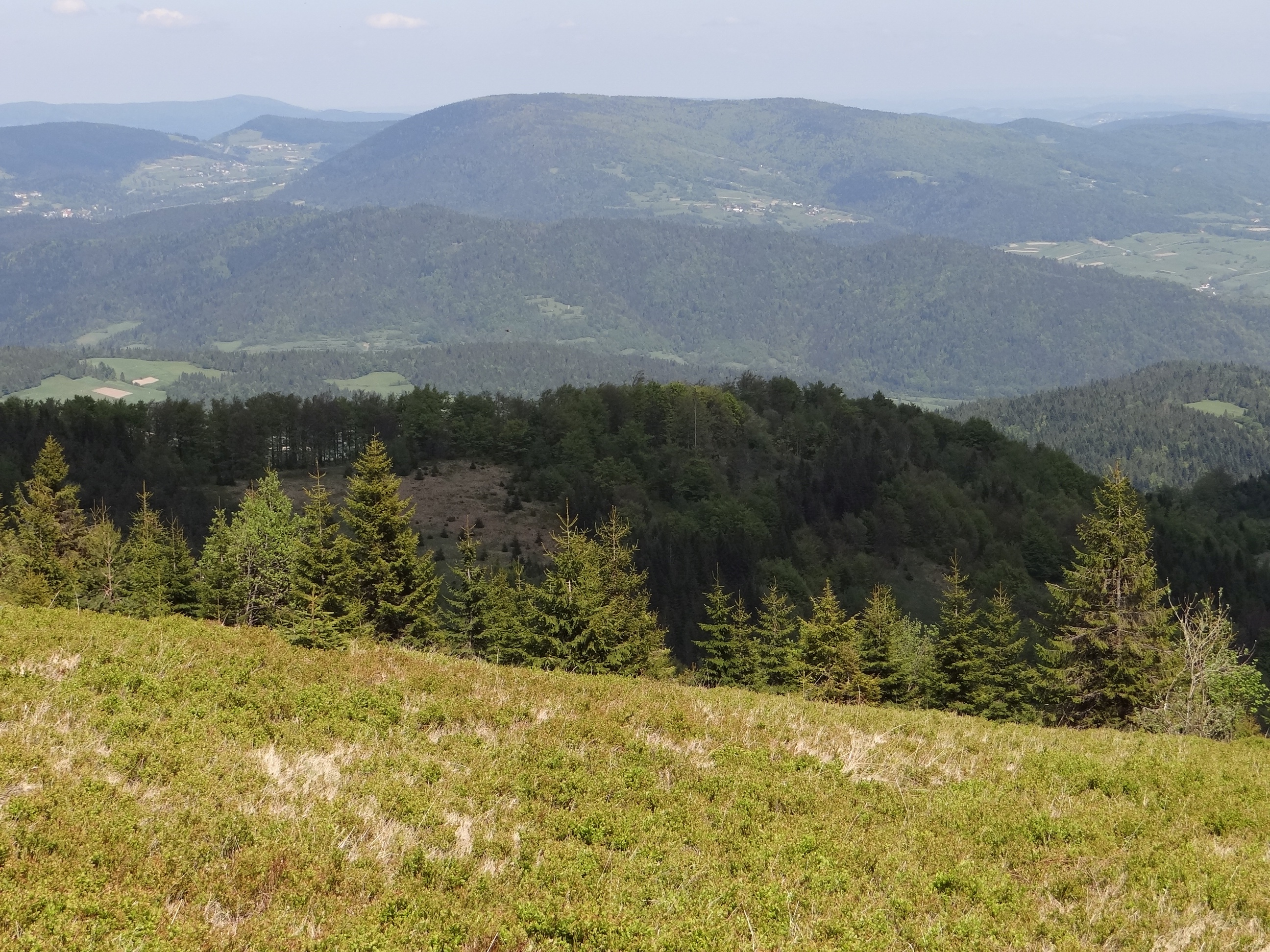
Zbludzkie Wierchy i nad nimi Modyń

Zbludzkie Wierchy – cztery niewybitne wzniesienia w południowo-wschodniej części Beskidu Wyspowego, w widłach Kamienicy i jej dopływów: potoku Szczawa i potoku Zbludza. Znajdują się w zakończeniu grzbietu odbiegającego w południowym kierunku od wschodniej grani Mogielicy. Grzbiet ten zaczyna się tuż po południowej stronie Przełęczy Słopnickiej i biegnie poprzez Jasionik (776 m) do Zbludzkich Wierchów.
Zbludzkie Wierchy mają charakter niewielkiego pasma, nietypowego dla Beskidu Wyspowego. Składają się z kilku niskich wierzchołków, oddzielonych płytko wciętymi przełęczami. Najwyższy z nich ma wysokość 820 m. Najdalej na południe wysunięta jest Bystra Góra (670 m) znajdująca się w widłach Kamienicy i potoku Zbludza. Zbludzkie Wierchy z powodu stromości stoków nie zostały wykorzystane dla celów rolniczych. Nie ma też na nich polan. Są całkowicie zalesione, jedynie na dolnej części ich stoków i u podnóży znajdują się przysiółki miejscowości Kamienica – m.in. Szczeltów oraz miejscowości Szczawa i Zbludza. Od Przełęczy Słopnickiej prowadzi w ich kierunku asfaltowa wąska droga na granicy lasu i pól uprawnych miejscowości Zalesie, kończy się jednak tuż przed Zbludzkimi Wierchami.

## Szlaki turystyczne
Kamienica – Zbludzkie Wierchy – Szczawa 8,3 km, 3 h (↓ 2,45 h)